# Anicet Eyenga
Anicet Eyenga (Douala, 9 agosto 1986) è un ex calciatore camerunese, di ruolo attaccante.

## Carriera
Comincia a giocare nelle giovanili dell'Essec de Douala e dell'Espoir de Maroua. Nel 2004 si trasferisce dal Cotonsport Garoua al Negeri Sembilan, in Malaysia. La stagione successiva viene acquistato dai greci dell'Olympiakos Volos. Nella stagione seguente milita con gli albanesi dell'Elbasani. Quindi dal 2007 al 2009 gioca in varie squadre del campionato nordcipriota (non riconosciuto ufficialmente dalla UEFA e dalla FIFA). Nel 2009 fa ritorno in patria al Cotonsport. Nella stagione 2010-2011 ha fatto parte della rosa degli algerini del MO Constantine. Durante la metà della stagione 2011-2012 viene acquistato dal Nyíregyháza, con il quale gioca 3 partite e segna un gol nella seconda divisione ungherese. Poco prima dell'inizio della stagione 2011 si trasferisce in Vietnam all'Hải Phòng, collezionando 12 presenze nella massima serie locale. Verso la metà della stagione 2011-2012 si trasferisce ai maltesi dello Sliema Wanderers, racimolando 8 presenze e 3 gol. La stagione successiva si trasferisce agli algerini dell'ASO Chlef, dove colleziona 14 presenze in campionato (più 4 partite e 2 reti nella fase a gironi della CAF Champions League). Nella stagione 2013-2014 ha giocato 3 partite nella massima serie marocchina con l'Olympique Safi. Nella stagione 2014-2015 ha militato con gli iracheni del Duhok. Rimasto svincolato, nel 2015 gioca una partita nella Liigacup - la Coppa di Lega finlandese - con il RoPS, ma non viene tesserato. Nel 2017 si trasferisce in Germania ai dilettanti dell'Oberkirch. Nella stagione 2018-2019 fa parte della rosa dell'Haguenau, club della quarta divisione francese, dove non viene mai impiegato.

## Statistiche

### Presenze e reti nei club
Statistiche aggiornate al 26 settembre 2021.
| Stagione        | Squadra          | Campionato      | Campionato | Campionato | Coppe nazionali | Coppe nazionali | Coppe nazionali | Coppe continentali | Coppe continentali | Coppe continentali | Altre coppe | Altre coppe | Altre coppe | Totale | Totale |
| Stagione        | Squadra          | Comp            | Pres       | Reti       | Comp            | Pres            | Reti            | Comp               | Pres               | Reti               | Comp        | Pres        | Reti        | Pres   | Reti   |
| --------------- | ---------------- | --------------- | ---------- | ---------- | --------------- | --------------- | --------------- | ------------------ | ------------------ | ------------------ | ----------- | ----------- | ----------- | ------ | ------ |
| feb.-mag. 2011  | Nyíregyháza      | NB2             | 3          | 1          |                 | -               | -               |                    | -                  | -                  |             | -           | -           | 3      | 1      |
| 2011            | Hải Phòng        | V1              | 12         | 0          |                 | -               | -               |                    | -                  | -                  |             | -           | -           | 12     | 0      |
| feb.-mag. 2012  | Sliema Wanderers | PL              | 8          | 3          |                 | -               | -               |                    | -                  | -                  |             | -           | -           | 8      | 3      |
| 2012-2013       | ASO Chlef        | L1              | 14         | 0          |                 | -               | -               | CCL                | 4                  | 2                  |             | -           | -           | 18     | 2      |
| 2013-2014       | Olympique Safi   | BP              | 3          | 0          |                 | -               | -               |                    | -                  | -                  |             | -           | -           | 3      | 0      |
| 2018-2019       | Haguenau         | N2              | 0          | 0          |                 | -               | -               |                    | -                  | -                  |             | -           | -           | 0      | 0      |
| Totale carriera | Totale carriera  | Totale carriera | 40         | 4          |                 | -               | -               |                    | 4                  | 2                  |             | -           | -           | 44     | 6      |